# Serdar Taşçı
Serdar Taşçı (Esslingen am Neckar, Alemania, 24 de abril de 1987) es un exfutbolista alemán que jugaba como defensa.
Nacido en Esslingen am Neckar , Baden-Württemberg de padres turcos, Serdar Tasci jugó en el juvenil del SC Altbach, del Stuttgarter Kickers y, desde julio de 1999 en adelante, del VfB Stuttgart. Antes de la temporada 2005-06, se unió al segundo equipo del Stuttgart, jugando en la Regionalliga (tercera división). Ya en la 2006-07, fue ascendido al primer equipo.
Tuvo su debut profesional el 20 de agosto de 2006 contra Arminia Bielefeld, en una victoria por 3-2, en el segundo partido de la temporada, reemplazando del delantero danés Jon Dahl Tomasson que se lesionó en el minuto 68. Su primer gol lo anotó una semana después, en el siguiente partido ante Borussia Dortmund en una derrota por 3 a 1.
El 29 de agosto de 2009, extendió su contrato en Stuttgart hasta el verano de 2014. El 12 de enero de 2012, Tasci fue elegido como el nuevo capitán de su equipo por el técnico Bruno Labbadia.

## Selección nacional
Debido a su ascendencia turca y derecho alemán por nacimiento, era capaz de elegir jugar por Alemania o Turquía, pero en octubre de 2006 decidió forjar su carrera para Alemania. Realizó su debut para la selección sub-21 de Alemania el 6 de febrero de 2007 en una victoria de 2-0 ante Escocia e hizo su debut internacional con la absoluta el 20 de agosto de 2008 en un amistoso ante Bélgica en Núremberg, que los teutones ganaron 2-0. Hizo su debut en la Copa del Mundo como sustituto en el partido Alemania-Uruguay, entrando en el minuto 91 por Mesut Özil. Hasta el momento ha jugado 14 partidos internacionales con su selección.

## Participaciones en Copas del Mundo
| Mundial                        | Sede      | Resultado    |
| ------------------------------ | --------- | ------------ |
| Copa Mundial de Fútbol de 2010 | Sudáfrica | Tercer lugar |

## Clubes
| Club                      | País     | Año       |
| ------------------------- | -------- | --------- |
| VfB Stuttgart             | Alemania | 2006-2013 |
| FC Spartak de Moscú       | Rusia    | 2013-2018 |
| Bayern de Múnich (cedido) | Alemania | 2016      |
| Estambul Başakşehir FK    | Turquía  | 2019      |

## Palmarés
| Título        | Club          | Lugar    | Año  |
| ------------- | ------------- | -------- | ---- |
| 1. Bundesliga | VfB Stuttgart | Alemania | 2007 |
| 1. Bundesliga | Bayern Múnich | Alemania | 2016 |